# Kendall Marshall
Kendall Dewan Marshall (Dumfries, 19 de agosto de 1991) é um jogador de basquetebol profissional norte-americano, que atualmente joga pelo Reno Bighorns na Liga de Desenvolvimento da NBA (D-League). Kendall Marshall foi draftado em 2012 pelo Phoenix Suns.

## Estatísticas na NBA

### Temporada Regular
| Ano      | Equipe             | PJ  | PT | MPJ  | AP   | 3P   | LL   | RT  | AS  | BR  | TO  | PPJ |
| -------- | ------------------ | --- | -- | ---- | ---- | ---- | ---- | --- | --- | --- | --- | --- |
| 2012-13  | Phoenix Suns       | 48  | 3  | 14.6 | .371 | .315 | .571 | 0.9 | 3.0 | 0.5 | 0.1 | 3.0 |
| 2013-14  | Los Angeles Lakers | 54  | 45 | 29.0 | .406 | .399 | .528 | 2.9 | 8.8 | 0.9 | 0.1 | 8.0 |
| Carreira |                    | 102 | 48 | 22.2 | .396 | .375 | .540 | 1.9 | 6.1 | 0.7 | 0.1 | 5.6 |